# Väster-Kroksjön, Jämtland
Väster-Kroksjön är en sjö i Bräcke kommun i Jämtland och ingår i Ljungans huvudavrinningsområde. Sjön har en area på 0,166 kvadratkilometer och ligger 397,6 meter över havet. Sjön avvattnas av vattendraget Gimån.

## Delavrinningsområde
Väster-Kroksjön ingår i det delavrinningsområde (695314-146558) som SMHI kallar för Utloppet av Öster-Kroksjön. Medelhöjden är 419 meter över havet och ytan är 4,73 kvadratkilometer. Det finns inga avrinningsområden uppströms utan avrinningsområdet är högsta punkten. Gimån som avvattnar avrinningsområdet har biflödesordning 2, vilket innebär att vattnet flödar genom totalt 2 vattendrag innan det når havet efter 260 kilometer. Avrinningsområdet består mestadels av skog (87 procent). Avrinningsområdet har 0,33 kvadratkilometer vattenytor vilket ger det en sjöprocent på 7 procent.